# Marathon van Madrid 1997
De marathon van Madrid 1997 werd gelopen op zondag 27 april 1997. Het was de twintigste editie van deze marathon.
De overwinning bij de mannen ging naar de Cubaan Ignacio-Alberto Cuba in 2:16.01. Bij de vrouwen was zijn landgenote Sergia Martinez het sterkste; zij finishte in 2:47.16.

## Uitslagen

### Mannen
| rang   | naam                 | land | tijd    |
| ------ | -------------------- | ---- | ------- |
| Goud   | Ignacio-Alberto Cuba | CUB  | 2:16.01 |
| Zilver | Rodrigo Gavela       | ESP  | 2:19.41 |
| Brons  | Jose Luis Rodriguez  | ESP  | 2:20.46 |
| 4      | Paul Rotich          | KEN  | 2:21.37 |
| 5      | Jose-Maria Fernandez | ESP  | 2:22.32 |

### Vrouwen
| rang   | naam                 | land | tijd    |
| ------ | -------------------- | ---- | ------- |
| Goud   | Sergia Martinez      | CUB  | 2:47.16 |
| Zilver | Faustina-Maria Ramos | ESP  | 2:51.09 |

1978 ·
1979 ·
1980 ·
1981 ·
1982 ·
1983 ·
1984 ·
1985 ·
1986 ·
1987 ·
1988 ·
1989 ·
1990 ·
1991 ·
1992 ·
1993 ·
1994 ·
1995 ·
1996 ·
1997 ·
1998 ·
1999 ·
2000 ·
2001 ·
2002 ·
2003 ·
2004 ·
2005 ·
2006 ·
2007 ·
2008 ·
2009 ·
2010 ·
2011 ·
2012 ·
2013 ·
2014 ·
2015 ·
2016 ·
2017